# Bengt Sjöberg (militär)
Bengt Olof Hjalmar Rooth Sjöberg, född 10 juli 1925 i Västerås församling i Västmanlands län, död 7 maj 2010 i Lidingö församling i Stockholms län, var en svensk militär.
Sjöberg avlade studentexamen i Umeå 1945. Han tog officersexamen 1948 och blev samma år fänrik vid Upplands regemente. Han studerade vid Krigshögskolan 1955–1957 och blev 1957 löjtnant vid Södermanlands regemente. Han tjänstgjorde 1958–1965 i Arméstaben, befordrades 1960 till kapten och tjänstgjorde 1965–1967 i Försvarsstaben, med uppehåll för FN-tjänstgöring på Cypern 1965. Han befordrades 1966 till major och tjänstgjorde 1967–1972 i Försvarsdepartementet, 1968 befordrad till överstelöjtnant och 1971–1972 som byråchef. På departementet arbetade han med det nya ekonomi- och planeringssystemet FPE och var 1968–1972 sekreterare i ledningsgrupper för införande av detta system. För detta arbete belönades han 1971 av Kungliga Krigsvetenskapsakademien ur Lars och Astrid Albergers fond för insatser för att stärka Sveriges försvar och erhöll samtidigt akademiens belöningsmedalj.
Från 1972 tjänstgjorde Sjöberg vid Västernorrlands regemente, som bataljonschef 1972–1974, befordrad till överste 1973 och var under några månader 1974 regementschef. Därefter var han 1974–1977 ställföreträdande regementschef tillika ställföreträdande befälhavare för Västernorrlands försvarsområde. År 1978 befordrades han till överste av första graden och var 1978–1982 chef för Västernorrlands regemente och försvarsområdesbefälhavare för Västernorrlands försvarsområde. Han lämnade regementet 1982 för att tjänstgöra som sektionschef i Arméstaben 1982–1985, varefter han 1985 pensionerades från Försvarsmakten. Därefter var han sakkunnig i Försvarsdepartementet 1985–1989 och tjänstgjorde i Statens försvarshistoriska museer 1986–1993.
Bengt Sjöberg invaldes 1978 som ledamot av Kungliga Krigsvetenskapsakademien. Han var ledamot av styrelsen för Statens försvarshistoriska museer 1984–1997 och ledamot av Försvarets traditionsnämnd 1985–2003.
Bengt Sjöberg var son till Olof Sjöberg och Margit Rooth. Bengt Sjöberg var gift 1956–1982 med Gudrun Heimer och från 1982 med Margareta von Seth.